# Periplus Morza Erytrejskiego

Mapa Oceanu Indyjskiego z nazwami miejscowymi wymienionymi w Periplusie

Periplus Morza Erytrejskiego (Περίπλους τὴς Ἐρυθράς Θαλάσσης trb. Periplus tes Erythras Thalasses trl. Períplous tḕs E̓ruthrás Thalássēs) – grecki periplus z przełomu I i II wieku n.e. dla kupców i żeglarzy handlujących z Indiami i Afryką Wschodnią.
Nie znamy autora i dokładnego czasu powstania Periplusu, uważa się jednak, że powstał on pomiędzy 95 a 130 rokiem n.e. i oddaje stan wiedzy grecko-rzymskiej o Oceanie Indyjskim i Morzu Czerwonym z I wieku. Jego autor opisuje szlaki handlowe z Egiptu do Indii i Afryki Wschodniej. Periplus jest źródłem przynoszącym cenne informacje na temat starożytnych Indii, zwłaszcza południowych, i „niewątpliwie najcenniejszym źródłem do dziejów Afryki Wschodniej w okresie starożytnym”.